# Григор Хлатеци
Григор Хлатеци (на арменски: Գրիգոր Խլաթեցի, 1349 – 1425), известен също като Церенц (на арменски: Ծերենց) и Бзнунеци (на арменски: Բզնունեցի), е арменски историограф, писател, художник и религиозен деятел, възпитаник на Татевския университет.
Известен е с приносите си към средновековната музикална култура на Армения. Загива в манастира Ципнаванк при нападение на кюрди.

## Биография
Роден е през 1349 г. в град Хлат, община Бзнуник в провинция Туруберан на Велика Армения. Освен името Хлатеци, свързано с родния му град, Григор има второ име – Церенц, по баща му Цер. Началното си образование получава в манастира Ципнаванк в град Арцк, където след 6 години обучение е ръкоположен за свещеник. Висшето си образование получава в Татевския университет при Ованес Воротнеци. Поема ръководството на университета след смъртта на Григор Татеваци. След осем години в Татев се завръща в родния си край. Продължава своето образование в Сухарския манастир и придобива сан, даващ му правото да проповядва и преподава. Заселва се за постоянно в манастира Ципнаванк и основава там своя школа. На над 70-годишна възраст заминава за Йерусалим, след две години пребиваване там се завръща в Ципнаванк. През 1425 г. загива в манастира при нападение на едно кюрдско племе.

## Творчество
Хлатеци се занимава с ръкописната дейност 60 години. Преписва книги, съчинява свои произведения, редактира и допълва различни сборници с религиозни текстове. Като историограф описва нашествията на тюркските племена, на които е свидетел. Известен е и със своя принос към арменската музикална култура.

### Ръкописна дейност
Творческото наследство на Хлатеци наброява десетки ръкописи, които се пазят в Института за древни ръкописи Матенадаран и други бибилиотеки. Част от дейността му е концентрирана върху търсенето и размножаването на редки ръкописни образци. Занимава се с възстановяването на книжовните загуби в резултат на нападенията на Тимур. Преписаните книги, много от които илюстрира сам, подарява на църквата. Редактира ритуални църковни сборници, съставя свое тълкувание на Евангелието от Йоан. Неговият сборник „Айсмавурк“, арменският аналог на Синаксар, съдържа седемстотин жития на светци и мъченици. Написва голяма поема от 460 реда – „Хроника на бедствията“, посветена на събитията през периода 1386 – 1422 г. и войните с племената на огузите. Друго негово произведение е „Повествование за трите времена във въпроси и отговори“.

### Музикално-поетични произведения
Григор Хлатеци е виден представител на арменската музикална култура, високо ценен за приноса му към сборника с духовни песнопения Гандзаран. Той привежда сборника в съответствие с промените и допълненията, направени в календара на Арменската църква, обогатява книгата с нови единици и редактира старите. Владее изкуството на хазовия запис на ноти, арменския вид на невмена нотация. Автор е на голям брой духовни песни, посветени на религиозните празници, на светиите, а също и на арменските мъченици. Познавайки добре спецификите на религиозните песни от предишните периоди, създава собствен стил, оставил дълбока следа в арменското музикално изкуство. Съвремениците му го познават и като талантлив изпълнител на песни, поет-гусан.